# Campocologno

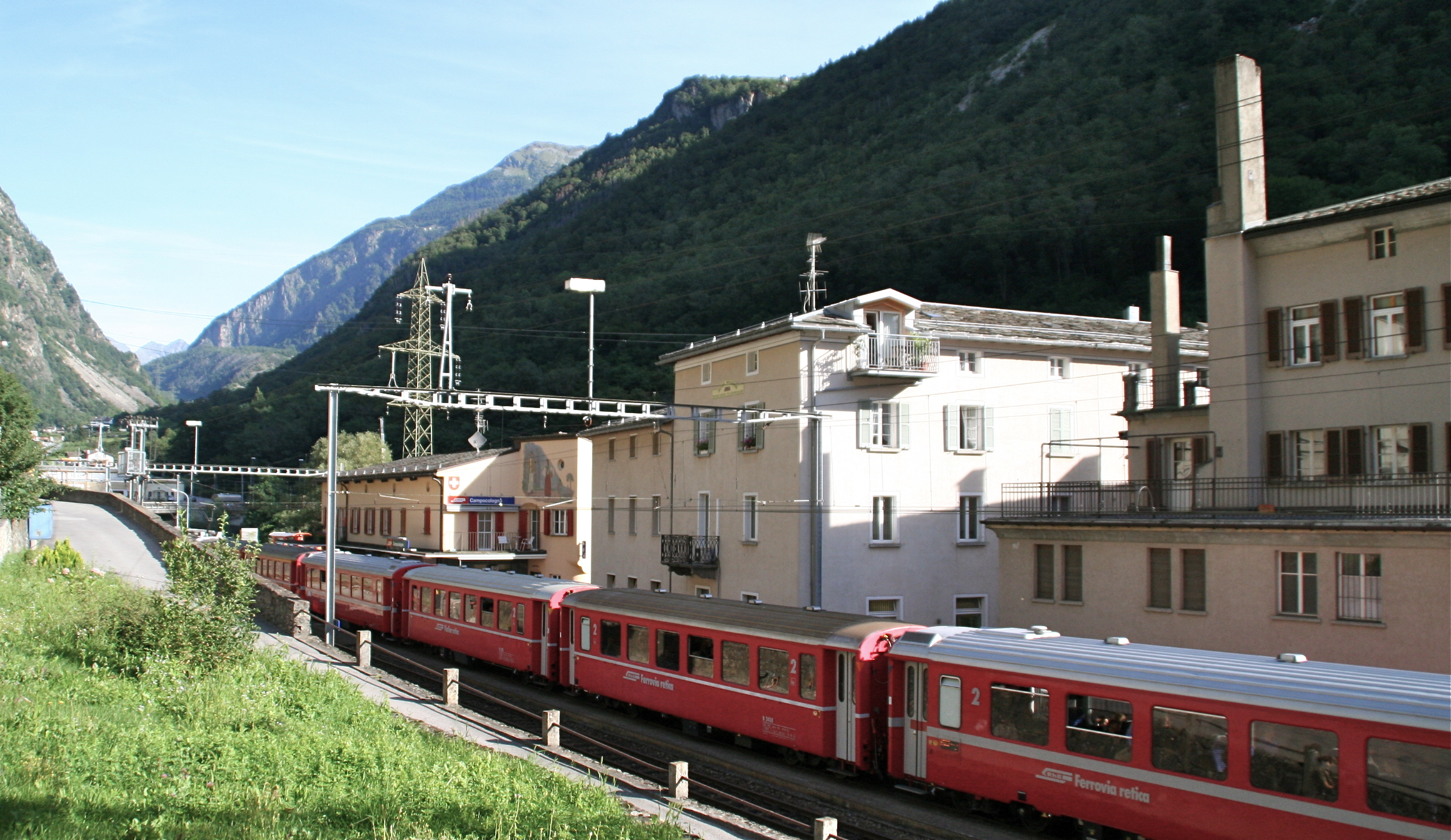
Station der Rhätischen Bahn

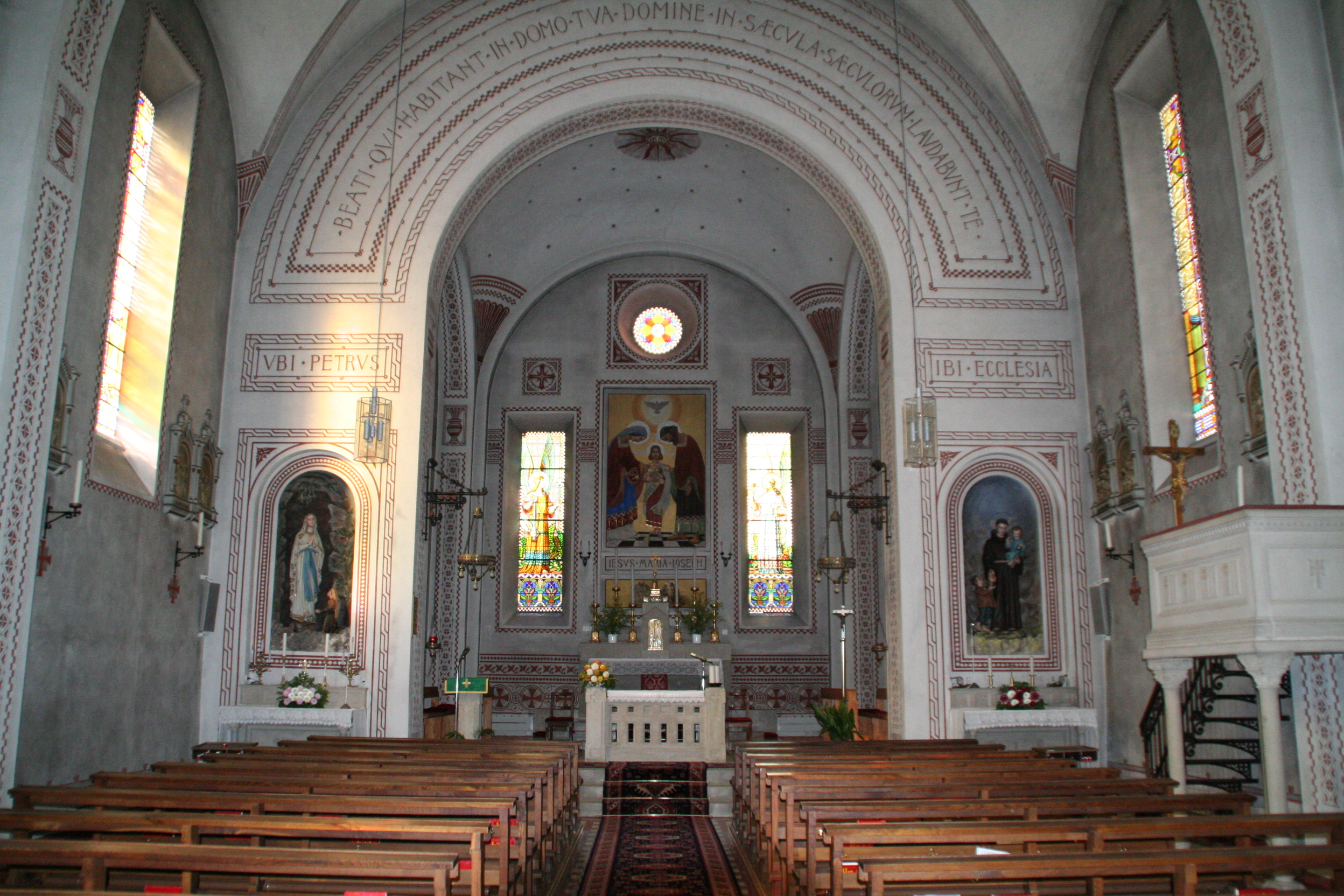
Innenraum der Kirche

Campocologno (lombardisch: Cunculugn) ist eine Siedlung im südlichen Puschlav im Kanton Graubünden. Politisch gehört das Dorf zur Gemeinde Brusio.

## Geographie
Campocologno liegt zwischen Brusio und dem italienischen Tirano direkt an der Grenze.  Mit einer Höhe von 553 m ü. M. ist Campocologno der tiefstgelegene Ort des Puschlavs.
Das Dorf hat rund 100 Einwohner, einen Strassenzoll, eine Kirche (Baujahr 1910–1914), ein Kraftwerk und einen Bahnhof an der Berninabahn.

## Geschichte
Das Dorf gehörte im Mittelalter zum Gemeindebann von Tirano. 1487 wurde diese Talsperre von Ludovico il Moro, nachdem er Poschiavo wieder an die Bündner abtreten musste, stark befestigt und erweitert. Bei der Eroberung des Veltlins durch die Bündner 1512 hielt sich hier noch über den ganzen Sommer eine französische Besatzung. 1513 wurde die Feste von den Bündnern geschleift, 1620–1639 wieder hergestellt. Zwischen 1429 und 1521 wurde die Grenze zwischen Brusio und dem Veltlin (vorher beim Turm von Piattamala) über Campocologno hinaus nach Süden verschoben, Campocologno damit ein Teil von Brusio. 1526 folgte eine Grenzbereinigung zwischen Poschiavo und Tirano. 1624 vertrieben Bündner und Franzosen die päpstliche Besatzung. 1639 wurde die Feste endgültig geschleift.

## Söhne und Töchter von Campocologno
- Paolo Pola (* 1942), Maler und Dozent für bildende Kunst[2]
- Marco Camenisch (* 1952), Ökoterrorist